# Fiozpur
Fiozpur là một thành phố và là nơi đặt hội đồng đô thị (municipal council) của quận Firozpur thuộc bang Punjab, Ấn Độ.

## Nhân khẩu
Theo điều tra dân số năm 2001 của Ấn Độ, Fiozpur có dân số 95.451 người. Phái nam chiếm 53% tổng số dân và phái nữ chiếm 47%. Fiozpur có tỷ lệ 71% biết đọc biết viết, cao hơn tỷ lệ trung bình toàn quốc là 59,5%: tỷ lệ cho phái nam là 73%, và tỷ lệ cho phái nữ là 68%. Tại Fiozpur, 11% dân số nhỏ hơn 6 tuổi.